# 福尔塔内特
福尔塔内特，是西班牙阿拉贡自治区特鲁埃尔省的一个市镇。总面积168平方公里，总人口180人（2001年），人口密度1人/平方公里。